# معجم القرآن الكريم (كتاب)
معجم القرآن الكريم قاموس أعدّه مالك غلام فريد (1897-1977)، وهو عالم أحمدي بارز وداعية. قام المؤلف مالك غلام فريد أيضًا بتحرير تفسير القرآن الكريم باللغة الإنجليزية، وهو كتاب يقع في خمسة مجلدات ويغطي حوالي 3000 صفحة. ويكتب أنه أثناء عمله في تحرير التفسير عمل أيضًا على إعداد قاموس القرآن الكريم. يحتوي هذا القاموس على أكثر من 1400 جذر عربي مع مشتقاتها. شُرحَت الكلمات العربية، إلى جانب الحروف العربية والحروف الصغيرة باللغة الإنجليزية.
وقد اقتُبسَت الجذور مع الآيات القرآنية ذات الصلة حيث وردت، وبالتالي فإن القاموس يشكل أيضًا نوعًا من معجم القرآن الكريم. يقول الكاتب: "كان المشروع بأكمله يعتمد على القواميس القياسية للغة العربية مثل لسان العرب، وتاج العروس، ومفردات الإمام الراغب، والمعجم العربي الإنجليزي لإي دبليو لين، والعقرب الماور، وما إلى ذلك.
نشرت شركة إسلام إنترناشيونال للنشر المحدودة الطبعة الحالية، في "إسلام آباد"، شيفاتش لين، تيلفورد، سري GU10 2AQ المملكة المتحدة (2006) (ردمك 1 85372 821 7).